# 스포츠 경영
스포츠 경영 또는 스포츠 매니지먼트(sport management)는 스포츠를 대상으로 하는 사업에 관한 학문이다.
스포츠 경영은 스포츠와 레크리에이션을 다루는 비즈니스 분야이다. 스포츠 경영에는 스포츠 분야 내의 모든 조직이나 비즈니스의 계획, 조직, 지시, 통제, 예산 책정, 지도 또는 평가에 해당하는 모든 기술 조합이 포함된다. 스포츠 경영 분야는 체육 교육 부서에서 시작되었다. 학문은 역사와 사회학을 통합하도록 발전했다. 스포츠 경영의 발전은 또한 2018년 현재 45억 달러 규모의 산업으로 성장하는 e스포츠 경영으로 확장되었다. 스포츠 경영의 기회는 스포츠 마케팅, 스포츠 미디어 분석, 스포츠 후원 및 스포츠 시설 관리를 포함하도록 확장되었다.

## 같이 보기
- 스포츠 산업
- 스포츠 마케팅
- 스포츠 에이전트